# رطلة (الرقة)
رطلة قرية سورية تتبع ناحية مركز الرقة في منطقة مركز الرقة في محافظة الرقة. بلغ عدد سكانها 4712 نسمة في عام 2004 حسب إحصاء المكتب المركزي للإحصاء.